# Sumner (Nebraska)
Sumner és una població dels Estats Units a l'estat de Nebraska. Segons el cens del 2000 tenia 237 habitants.

## Demografia
Segons el cens del 2000, Sumner tenia 237 habitants, 102 habitatges, i 60 famílies. La densitat de població era de 315,5 habitants per km².
Dels 102 habitatges en un 29,4% hi vivien nens de menys de 18 anys, en un 51% hi vivien parelles casades, en un 5,9% dones solteres, i en un 40,2% no eren unitats familiars. En el 35,3% dels habitatges hi vivien persones soles el 22,5% de les quals corresponia a persones de 65 anys o més que vivien soles. El nombre mitjà de persones vivint en cada habitatge era de 2,32 i el nombre mitjà de persones que vivien en cada família era de 3,05.
Per edats la població es repartia de la següent manera: un 27% tenia menys de 18 anys, un 7,6% entre 18 i 24, un 24,5% entre 25 i 44, un 20,7% de 45 a 60 i un 20,3% 65 anys o més.
L'edat mediana era de 35 anys. Per cada 100 dones de 18 o més anys hi havia 103,5 homes.
La renda mediana per habitatge era de 27.143 $ i la renda mediana per família de 33.750 $. Els homes tenien una renda mediana de 25.385 $ mentre que les dones 18.125 $. La renda per capita de la població era de 14.469 $. Aproximadament el 8,5% de les famílies i l'11,2% de la població estaven per davall del llindar de pobresa.

## Poblacions més properes
El següent diagrama mostra les poblacions més properes.